# 中華民國駐貝里斯大使列表
本列表為中華民國駐貝里斯歷任大使名錄。

## 歷史
- 1989年10月13日，中华民国与伯利兹建立大使級外交關係。[1]

- 1989年10月25日，中華民國在貝里斯市设立大使馆。[1]

## 歷任大使

### 中華民國驻大使（1989年至今）
| 姓名   | 到任           | 離任           | 外交衔级 | 外交职务     | 備註 | 備註 |
| ------ | -------------- | -------------- | -------- | ------------ | ---- | ---- |
| 洪健雄 | 1989年         | 1992年         | 大使     | 特命全权大使 |      |      |
| 張書杞 | 1992年         | 1997年         | 大使     | 特命全权大使 |      |      |
| 沈國雄 | 1998年         | 2000年4月5日   | 大使     | 特命全权大使 |      |      |
| 蔡爾晃 | 2000年4月5日   | 2006年2月2日   | 大使     | 特命全权大使 |      |      |
| 石定   | 2006年2月5日   | 2010年4月9日   | 大使     | 特命全权大使 |      |      |
| 吳建國 | 2010年4月9日   | 2014年7月12日  | 大使     | 特命全权大使 |      |      |
| 何登煌 | 2014年7月17日  | 2016年11月13日 | 大使     | 特命全权大使 |      |      |
| 劉克裕 | 2016年11月14日 | 2018年10月13日 | 大使     | 特命全权大使 |      |      |
| 陳立國 | 2018年11月11日 | 2021年3月19日  | 大使     | 特命全权大使 |      |      |
| 錢冠州 | 2021年3月20日  | 2023年2月23日  | 大使     | 特命全权大使 |      |      |
| 徐儷文 | 2023年2月24日  | 現任           | 大使     | 特命全权大使 |      |      |

## 外部連結
- 中華民國駐貝里斯大使館 （页面存档备份，存于） （繁體中文）（英文）(Facebook （页面存档备份，存于）、Twitter （页面存档备份，存于）)